# Pretraga prostora stanja
Pretraga prostora stanja je proces koji se koristi u oblasti računarstva, uključujući veštačku inteligenciju (VI), u kome se razmatraju uzastopne konfiguracije ili stanja instance, sa namerom da se pronađe ciljno stanje sa željenim svojstvom.
Problemi se često modeluju kao prostor stanja, skup stanja u kojima problem može biti. Skup stanja formira graf gde su dva stanja povezana ako postoji operacija koja se može izvesti da se prvo stanje transformiše u drugo.
Pretraživanje prostora stanja se često razlikuje od tradicionalnih metoda pretraživanja računarskih nauka jer je prostor stanja implicitan: tipičan graf prostora stanja je prevelik za generisanje i skladištenje u memoriji. Umesto toga, čvorovi se generišu dok se istražuju i obično se nakon toga odbacuju. Rešenje za instancu kombinatorne pretrage može se sastojati od samog ciljnog stanja, ili od puta od nekog početnog stanja do ciljnog stanja.

## Reprezentacija
U pretraživanju prostora stanja, prostor stanja je formalno predstavljen kao skup {\displaystyle S:\langle S,A,Action(s),Result(s,a),Cost(s,a)\rangle }, u kojem:
- {\displaystyle S} je skup svih mogućih stanja;
- {\displaystyle A} je skup mogućih radnji, koje se ne odnose na određeno stanje, već se odnose na ceo prostor stanja;
- {\displaystyle Akcija(s)} {\displaistile Action(s)} je funkcija koja utvrđuje koju radnju je moguće izvršiti u određenom stanju;
- {\displaystyle Rezult(s,a)} je funkcija koja vraća stanje postignuto izvođenjem radnje {\displaystyle a} u stanju {\displaystyle s}
- {\displaystyle Cost(s,a)} je cena izvođenja radnje {\displaystyle a} u stanju  {\displaystyle s}. U mnogim prostorima stanja a je konstanta, ali to nije uvek tačno.

## Primeri algoritama pretraživanja u prostoru stanja

### Neinformirana potraga
Prema Pulu i Makvortu, sledeće su neinformisane metode pretrage u prostoru stanja, što znači da nemaju nikakve prethodne informacije o lokaciji cilja.
- Tradicionalna pretraga u dubinu
- Pretraga u širinu
- Iterativno produbljivanje
- Pretraga po najnižim troškovima / Pretraga po uniformnog ceni (UCS)

### Informirana potraga
Ove metode uzimaju lokaciju cilja u obliku heurističke funkcije. Pul i Makvort navode sledeće primere kao algoritme za informisane pretrage:
- Informisana/heuristička pretraga u dubinu
- Pohlepna najbolje-prvo pretraga
- A* Potraga

## Literatura
- Stuart J. Russell and Peter Norvig (1995). Artificial Intelligence: A Modern Approach. Prentice Hall.